# Романовский сельсовет (Новосибирская область)
Романовский сельсовет — сельское поселение в Чистоозёрном районе Новосибирской области Российской Федерации.
Административный центр — село Романовка.

## История
Статус и границы сельского поселения установлены Законом Новосибирской области от 2 июня 2004 года № 200-ОЗ «О статусе и границах муниципальных образований Новосибирской области»

## Население
| 2002 | 2010 | 2012 | 2013 | 2014 | 2015 | 2016 |
| ---- | ---- | ---- | ---- | ---- | ---- | ---- |
| 959  | ↘652 | ↘631 | ↘626 | ↘610 | →610 | ↘586 |
| 2017 | 2018 | 2019 | 2020 | 2021 |      |      |
| ↘572 | ↘566 | ↘565 | ↘546 | ↘526 |      |      |

## Состав сельского поселения
| № | Населённый пункт | Тип населённого пункта       | Население |
| - | ---------------- | ---------------------------- | --------- |
| 1 | Малая Тахта      | деревня                      | ↘39       |
| 2 | Малиновка        | посёлок                      | ↘74       |
| 3 | Романовка        | село, административный центр | ↘539      |